# Corb marí emplomallat
El corb marí emplomallat, corb marí o cagaire a les Balears o corba marina emplomallada al País Valencià (Gulosus aristotelis) és un ocell de l'ordre dels pelecaniformes, molt semblant al corb marí gros però de mida més petita. Viu a Europa Occidental, costes mediterrànies, península Ibèrica, Balears, Àfrica del Nord i Orient Pròxim. Les colònies de cria més importants a Europa estan a les illes Farne (Anglaterra), a Fowlsheugh (Escòcia), a Runde (Noruega) i a les illes Fèroe, tot i que la més nombrosa es localitza a les illes Cíes (Galícia) amb 2.500 parelles (el 25% de la població mundial d'aquest ocell).

## Morfologia

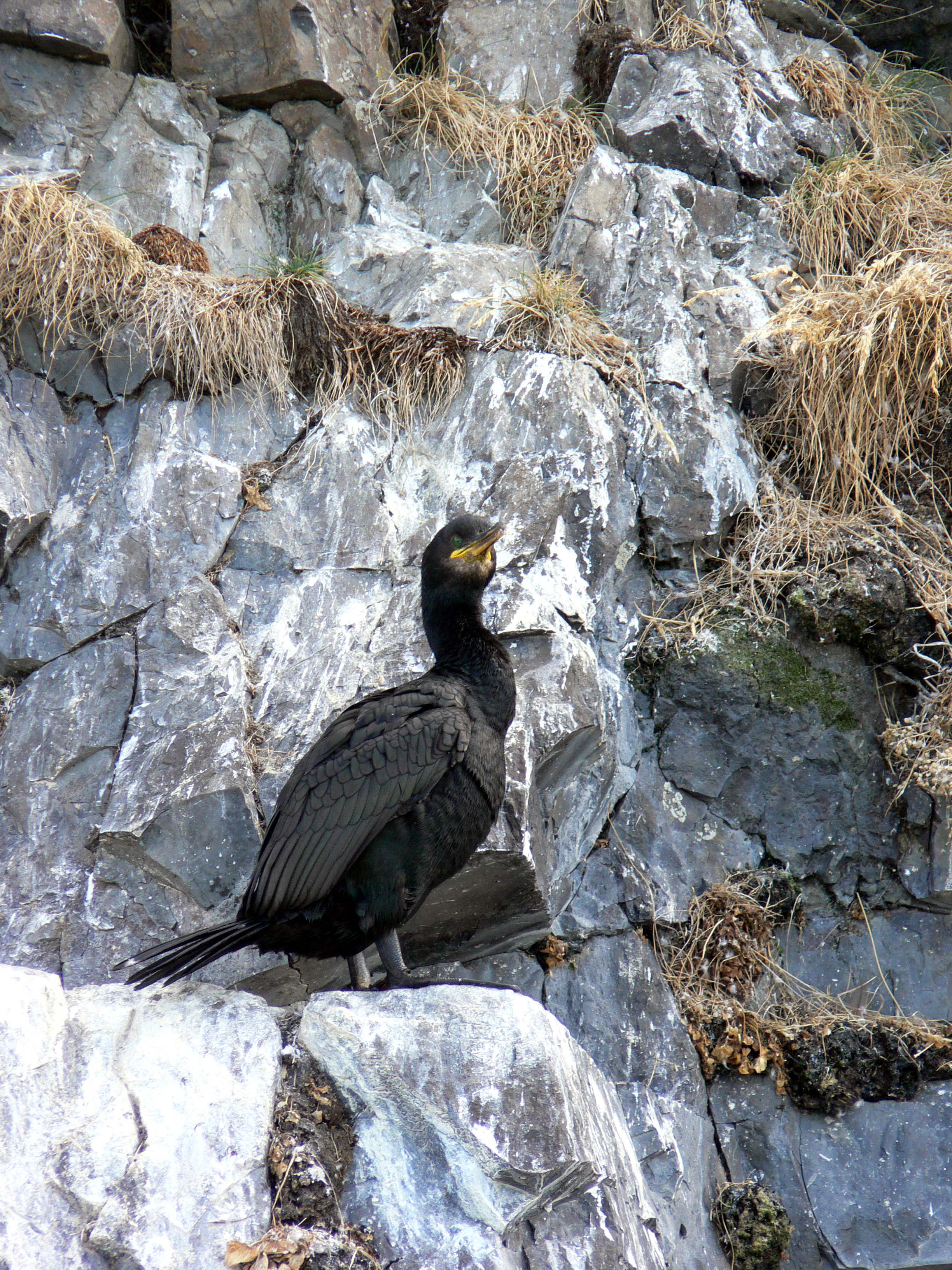
Corb marí emplomallat

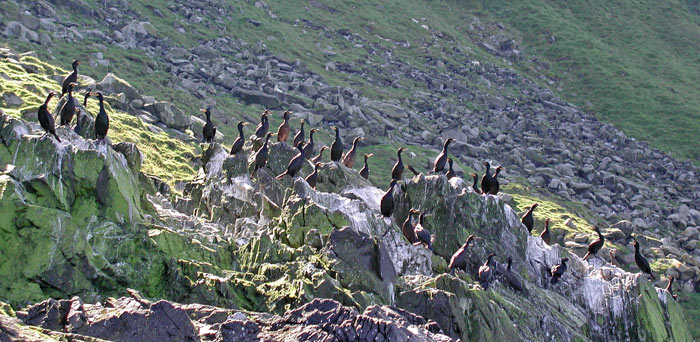
Colònia de corbs marins emplomallats a l'illa de Runde (Noruega).

Ateny els 68-78 cm de llargària total i 95-110 cm d'envergadura alar. Pesa lleugerament per damunt dels 2 kg. És negre i, en comparació amb el corb marí gros, més verdós i sense les taques blanques a la cara. Té el coll llarg i fi, el cap petit, la cua llarga i en forma de falca, les ales curtes i arrodonides. Els exemplars joves triguen tres anys a completar el plomatge d'adult. En època de zel té un plomall verd damunt el cap. No presenta dimorfisme sexual.

## Ecologia
És sedentari, tot i que pot tindre algun moviment de dispersió. També es diferencia del corb marí gros pel seu vol més ràpid i pel seu caràcter exclusivament marí. Les seues immersions per alimentar-se poden perllongar-se fins als 45 segons i només en necessita 15 de descans entre una i altra. Mai no es deixa caure de l'aire per pescar sinó que ho fa quan sura de l'aigua. Mai s'allunya més d'un km de la costa ni s'allunya 4 o 5 km de la seua colònia al llarg del litoral.
Menja peixos que viuen en el fons rocallós (de vegades, fins als 45 m de fondària). Les seues preses més freqüents són Aterina presbiter, tords roquers -Symphodus (Crenilabrus) melops-, grívies -Labrus bergylta-, maires -Micromesistius poutassou- i sardines -Sardina pilchardus-.
Amb algues i branques fa el niu en penya-segats aïllats i, al març-maig, fa la posta, que consisteix en tres ous de color blau pàl·lid. Els cova durant 31 dies i després de 48 o 58 dies més, els polls ja poden volar. Pot efectuar una segona posta.
Les seues principals amenaces són la caça furtiva, la pesca accidental, la recollida d'ous, la contaminació de l'aigua marina, la sobreexplotació pesquera i la competició d'altres espècies.